# Athos (hora)
Athos je nejvyšší hora poloostrova a mnišského státu Athos (v pravoslaví většinou „Svatá Hora“, z řeckého Agion Óros) v řeckém Chalkidiki. Dosahuje výšky 2030 m n. m. a prominence 2012 metrů; patří tak mezi 104 ultraprominentních evropských vrcholů.

## Přístup
Přístup na Athos je pouze po moři (ačkoliv je to poloostrov, je cesta po pevnině neprůchodná). Loď vyjíždí každý den z vesničky Ouranopolis, kde je nutné vyzvednout diamonitirion (povolení), které je potřeba zarezervovat půl roku předem a 14 dní před vyzvednutím ještě potvrdit. Každý den je vydáváno 100 povolení pro ortodoxní věřící a deset povolení pro neortodoxní. Držitel povolení může strávit na Athosu tři dny a ubytování a stravu bude mít zadarmo v monastýrech, které si sám vybere.

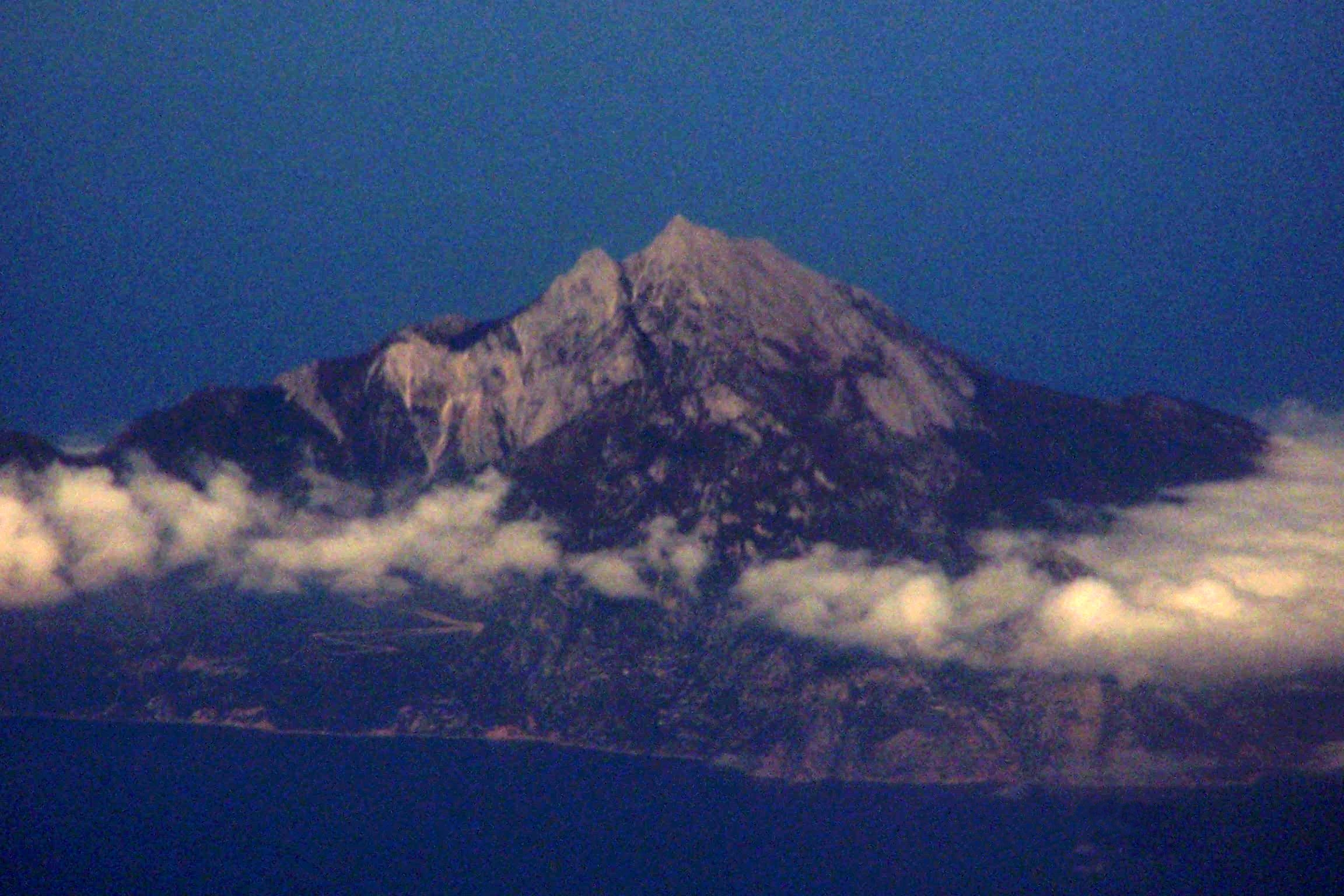
Letecký snímek

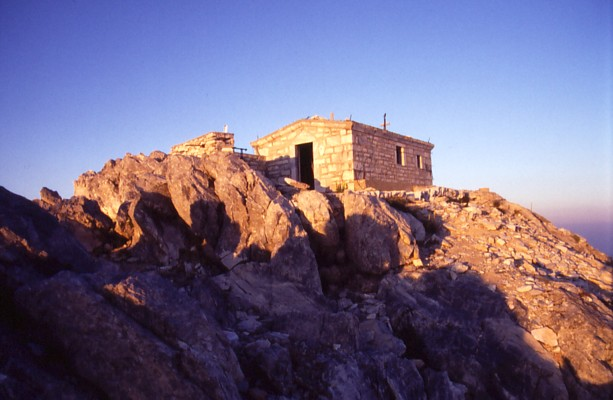
Kaple na vrcholu

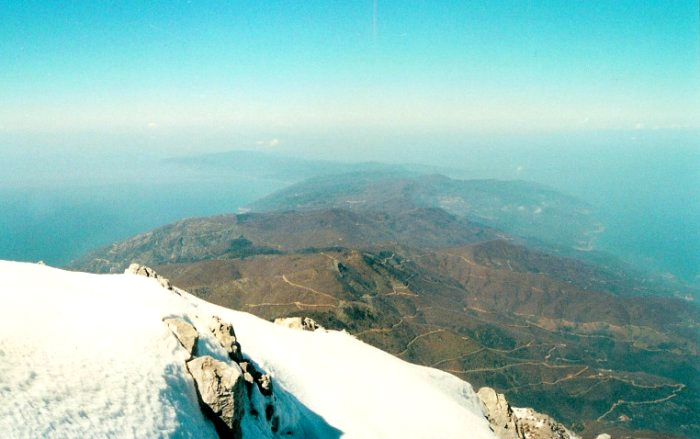
Výhled z vrcholu

3D model Athosu